# جيمس كارول (سياسي نيوزيلندي)
جيمس كارول (بالإنجليزية: James Carroll)‏ هو فلاح وسياسي نيوزيلندي، ولد في 20 أغسطس 1857 في Wairoa ‏ في نيوزيلندا، وتوفي في 18 أكتوبر 1926 في أوكلاند في نيوزيلندا بسبب قصور كلوي. نشط حزبياً في الحزب الليبيرالي النيوزيلندي. وقد انتخب عضو مجلس النواب النيوزيلندي.